# Allophylus trichophyllus
Allophylus trichophyllus là một loài thực vật có hoa trong họ Bồ hòn. Loài này được Merr. & Chun mô tả khoa học đầu tiên năm 1935.